# Aris Saloniki (piłka siatkowa)
Aris Saloniki (gr. Άρης Θεσσαλονίκη) – grecki męski klub siatkarski z miejscowości Saloniki, sekcja klubu sportowego Aris Saloniki założonego w 1914 roku. Obecnie występuje w najwyższej klasie rozgrywek klubowych w Grecji.
Od nazwy sponsora zespół przyjął nazwę Aris Marmouris Saloniki (gr. Άρης Μαρμούρης Θεσσαλονίκη).

## Historia
Aris był pierwszym klubem, który przerwał dominację Olympiakosu i Panathinaikosu, zdobywając w 1997 roku mistrzostwo Grecji, a następnie w 1998 roku Superpuchar Grecji.

## Rozgrywki krajowe
| 69 | 70 | 71 | 72 | 73 | 74 | 75 | 76 | 77 | 78 | 79 | 80 | 81 | 82 | 83 | 84 | 85 | 86 | 87 | 88 | 89 | 90 | 91 | 92 | 93 | 94 | 95 | 96 | 97 | 98 | 99 | 00 | 01 | 02 | 03 | 04 | 05 | 06 | 07 | 08 | 09 | 10 |
| -- | -- | -- | -- | -- | -- | -- | -- | -- | -- | -- | -- | -- | -- | -- | -- | -- | -- | -- | -- | -- | -- | -- | -- | -- | -- | -- | -- | -- | -- | -- | -- | -- | -- | -- | -- | -- | -- | -- | -- | -- | -- |
| 7  | 9  | 8  | 7  | 10 | 5  | 7  | 5  | 6  | 5  | 8  | 3  | 8  | 5  | 3  | 3  | 3  | 3  | 3  | 3  | 4  | 4  | 3  | 3  | 3  | 2  | 4  | 2  | 1  | 3  | 5  | 9  | 5  | 7  | 6  | 11 |    |    | 9  | 6  | 6  | 3  |

## Medale, tytuły, trofea
- Mistrzostwa Grecji:
  - : 1997
- Puchar Grecji:
  - : 1989, 1992, 1994, 1997, 1998, 2002
- Superpuchar Grecji:
  - : 1998

## Kadra w sezonie 2009/2010
- Pierwszy trener:  Georgios Oikonomidis

| Nr | Imię i nazwisko         | Data ur. | Wzrost | Pozycja      |
| -- | ----------------------- | -------- | ------ | ------------ |
| 1  | Nikola Kovačević        | 1983     | 193    | przyjmujący  |
| 2  | Ivan Čolović            | 1986     | 195    | rozgrywający |
| 3  | Theodoros Papadimitriou | 1985     | 188    | libero       |
| 5  | Thanasis Terzis         | 1979     | 193    | rozgrywający |
| 6  | Aleksandar Milivojević  | 1983     | 197    | przyjmujący  |
| 7  | Giorgos Petreas         | 1986     | 201    | środkowy     |
| 8  | Marko Samardžić         | 1983     | 190    | libero       |
| 9  | Panagiotis Karagiannis  | 1986     | 185    | libero       |
| 10 | Sotiris Sotiriou        | 1986     | 198    | przyjmujący  |
| 11 | Nikos Roumeliotis       | 1978     | 201    | atakujący    |
| 13 | Giannis Takouridis      | 1988     | 198    | środkowy     |
| 14 | Christos Kiosis         | 1982     | 198    | środkowy     |
| 15 | Michalis Sarikeisoglou  | 1983     | 193    | przyjmujący  |
| 16 | Aeneas Tzelatis         | 1982     | 202    | atakujący    |